# Kanton Sainte-Marie-aux-Mines
Kanton Sainte-Marie-aux-Mines (fr. Canton de Sainte-Marie-aux-Mines) je francouzský kanton v departementu Haut-Rhin v regionu Grand Est. Tvoří ho 21 obcí. Před reformou kantonů 2014 ho tvořilo pět obcí.

## Obce kantonu
od roku 2015:
| - Ammerschwihr - Aubure - Beblenheim - Bennwihr - Bergheim - Le Bonhomme - Fréland - Guémar - Hunawihr - Illhaeusern - Katzenthal - Kaysersberg Vignoble - Labaroche - Lapoutroie | - Lièpvre - Mittelwihr - Orbey - Ostheim - Ribeauvillé - Riquewihr - Rodern - Rombach-le-Franc - Rorschwihr - Saint-Hippolyte - Sainte-Croix-aux-Mines - Sainte-Marie-aux-Mines - Thannenkirch - Zellenberg |

před rokem 2015:
- Aubure
- Lièpvre
- Rombach-le-Franc
- Sainte-Croix-aux-Mines
- Sainte-Marie-aux-Mines